# Shinkansen Serie E7/W7

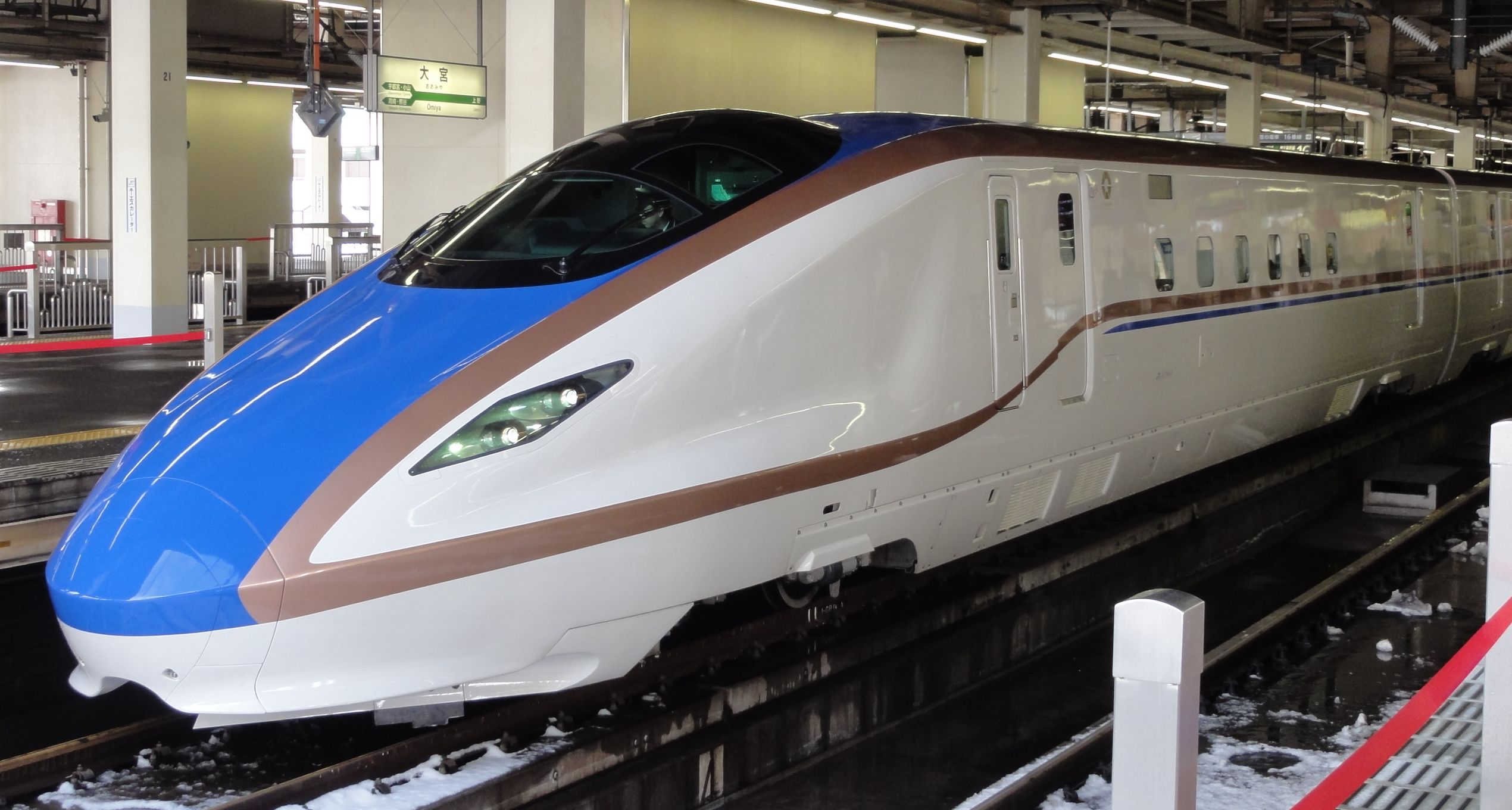
Particolare del frontale.

Lo Shinkansen Serie E7/W7 è un elettrotreno giapponese per linee veloci (Shinkansen), in produzione dal 2013 e che è entrato in servizio nel 2014 sulla Nagano Shinkansen.
Sviluppato congiuntamente da JR East e JR West, il treno sarà prodotto in 17 unità costituite da 12 carrozze di tipo E7 (di proprietà di JR East) e 10 unità da 12 carrozze di tipo W7 (di proprietà di JR West). Il primo treno E7 è stato consegnato nel novembre 2013 mentre il primo W7 nella primavera del 2014. Il treno è entrato in servizio il 15 marzo 2014 sui servizi Asama, sulla Nagano Shinkansen, e nel 2015 sui servizi Kagayaki, Hakutaka e Tsurugi, sulla Hokuriku Shinkansen.

## Design
Basati sui treni della precedente serie E2, dai quali hanno ereditato la capacità di viaggiare ad alta velocità anche in salita, gli E7 e i W7 sono creati con un design "giapponese" internamente ed esternamente, combinando uno stile futuristico con elementi tradizionali visionati dal designer industriale Ken Okuyama assieme alla Kawasaki Heavy Industries. Esternamente il tetto del treno è rifinito con un colore "azzurro cielo" e i lati del treno sono in tinta "bianco avorio" con linee in tinta "rame" e "azzurro cielo". La produzione dei convogli E7 è suddivisa tra la Hitachi, che produce i suoi treni a Kudamatsu, la J-TREC di Yokohama (la ex Tōkyū Car Corporation) e la Kawasaki Heavy Industries di Kōbe, mentre quella dei W7 è suddivisa tra la Hitachi, la Kawasaki Heavy Industries e la Kinki Sharyō.
In servizio regolare i treni hanno una velocità massima di 260 km/h, limitati a 240 km/h sulla Jōetsu Shinkansen fra Ōmiya e Takasaki e a 110 km/h sulla Tōhoku Shinkansen fra Tōkyō e Ōmiya. La maggior potenza di output permetterà ai treni di mantenere almeno i 210 km/h lungo il percorso in salita della Hokuriku Shinkansen. La carrozza 12 è dotata di sospensioni attive mentre tutte le altre hanno sospensioni semi-attive.

### Composizioni
Le composizioni da 12 carrozze sono costituite da 10 carrozze a trazione distribuita, mentre le due carrozze di testa e coda sono prive di motore. La carrozza 11 è la Green car (la prima classe), mentre la carrozza 12 è destinata alla Gran Class (sistemazione di lusso).

### Interni
I treni offrono tre categorie di servizio: Gran Class, Green car e Standard con una capacità totale di 934 posti. La Gran Class, l'ambiente di lusso, è dotata di posti a sedere larghi 1300 mm in configurazione 2+1, la Green car, la prima classe, ha sedili larghi 1160 mm disposti nella configurazione 2+2 e nelle carrozze ordinarie ci sono sedili larghi 1040 mm in configurazione 3+2.
Le prese di corrente sono disponibili a ogni sedile nei due livelli di servizio maggiori e ai posti con finestrino o in fondo agli ambienti delle carrozze standard.
L'interno del treno è videosorvegliato.